# MVV Maastricht
El Maatschappelijke Voetbal Vereniging Maastricht (en español: Asociación de Fútbol Social de Maastricht), conocido simplemente como MVV Maastricht, es un club de fútbol neerlandés, de la ciudad de Maastricht. Fue fundado en 1902 y juega en la Eerste Divisie, el segundo nivel del sistema de ligas del fútbol nacional.

## Entrenadores
- George Knobel (1969–73)
- Maarten Vink (1973)
- Leo Canjels (1973–75)
- André Maas (1975–76)
- George Knobel (1976–78)
- Leo Steegman (1978–81)
- Friedel Rausch (1981–83)
- Jo Bonfrere (1983)
- Clemens Westerhof (1983–84)
- Barry Hughes (1984–85)
- Jo Bonfrere (1985)
- Cor Brom (1985)
- Pim van de Meent (1985–86)
- Frans Körver (1986–89)
- Sef Vergoossen (1989–95)
- Jan Reker (1995)
- Frans Körver (1995–98)
- Wim Koevermans (1998-00)
- Roger Reijners (2000–03)
- Rob Delahaije (2001–03)
- Andries Jonker (2004–06)
- Jurrie Koolhof (2006–07)
- Ron Elsen (2007)
- Robert Maaskant (2007–08)
- Fuat Çapa (2008–10)
- René Trost (2010–2013)
- Tini Ruijs (2013)
- Edwin Hermans / Ron Elsen (2013–14)
- Ron Elsen (2014–19)
- Fuat Usta (2019–20)
- Darije Kalezić (2020–21)
- Klaas Wels (2021–2022)
- Maurice Verberne (2022–)

## Palmarés
- Eerste Divisie (2): 1984, 1997
- Copa Intertoto de la UEFA (1): 1970